# Shingū (Wakayama)
Shingū (jap. 新宮市, -shi) ist eine Stadt in der japanischen Präfektur Wakayama.

## Geographie
Shingū liegt südlich von Kumano und südöstlich von Wakayama, an der Mündung des Kumano-Flusses, der in den Pazifischen Ozean mündet.
Der Ortsteil (Kumanogawachō-)Tamaguchi, der bis 1956 eine selbstständige Gemeinde war, im Nordosten ist eine Exklave von Shingū auf der Grenze zwischen den Präfekturen Mie und Nara.

## Sehenswürdigkeiten

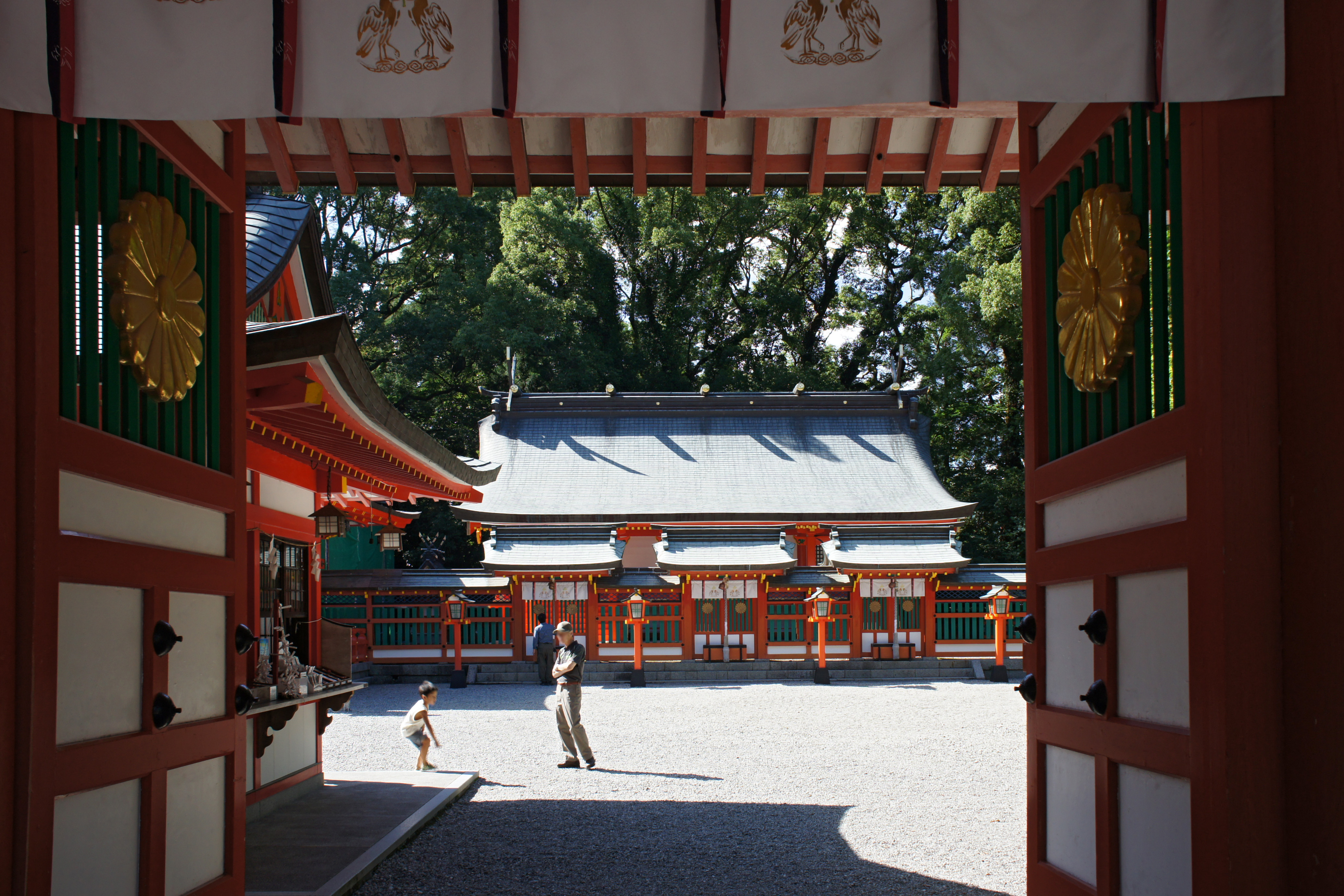
Kumano Hayatama-Taisha

- Kumano Hayatama-Taisha (Shintō-Schrein)
- Kamikura-jinja (Shintō-Schrein)

## Verkehr
Shingū ist über die Nationalstraßen 42 und 168 erreichbar. Der Bahnhof Shingū liegt an der Kisei-Hauptlinie von JR Central und JR West.

## Söhne und Töchter der Stadt
- Nishimura Isaku (1884–1963), Künstler und Kunstförderer
- Kenji Nakagami (1946–1992), Schriftsteller
- Satō Haruo (1892–1964), Schriftsteller

## Weblinks

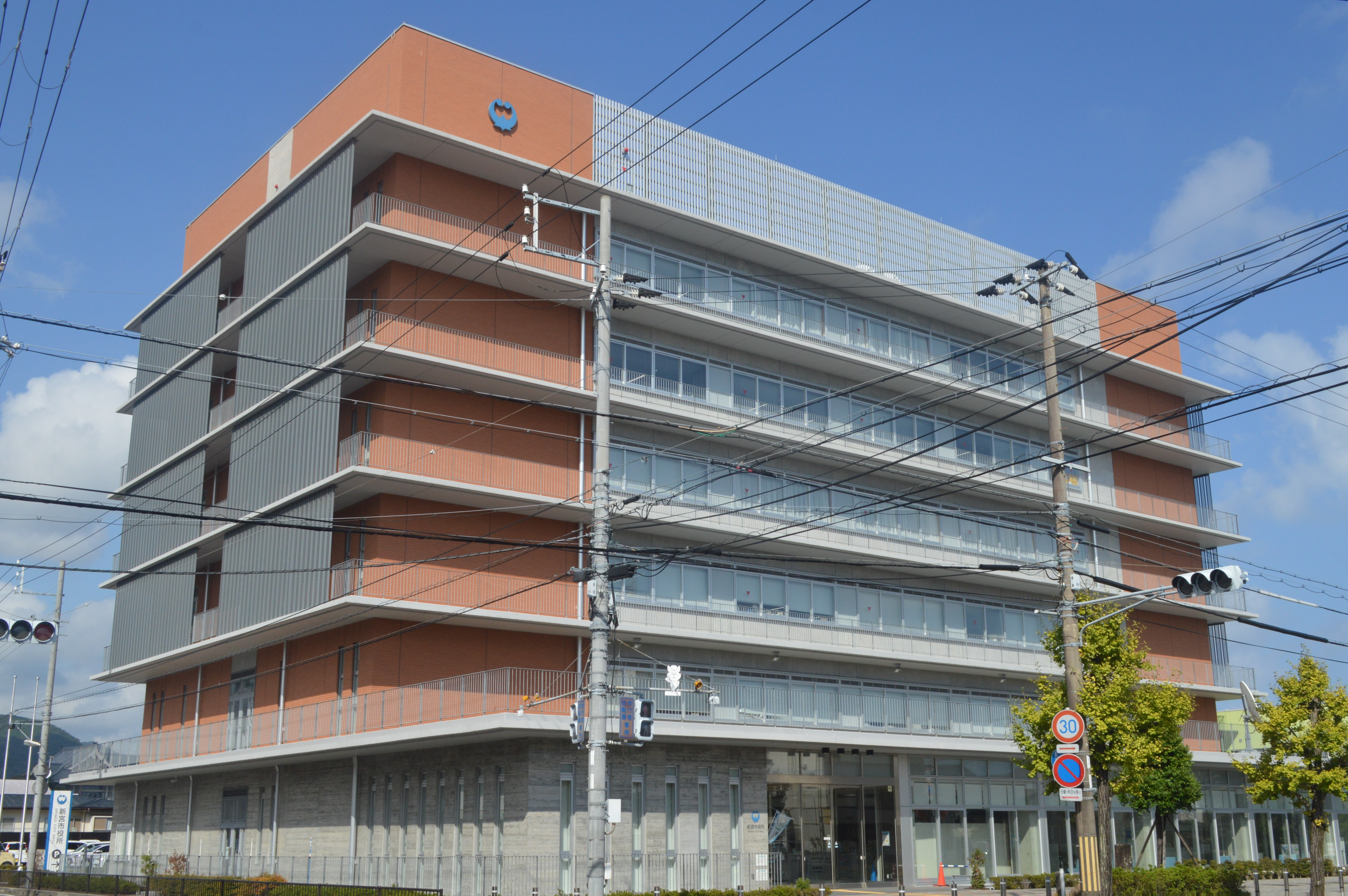
Rathaus von Shingū

## Angrenzende Städte und Gemeinden
- Präfektur Wakayama
  - Tanabe
  - Nachikatsuura
  - Kozagawa
- Präfektur Mie
  - Kumano
  - Kihō
- Präfektur Nara
  - Totsukawa